# 布洛傑特 (密蘇里州)
布洛傑特（英語：Blodgett）是位於美國密蘇里州斯科特縣的村。

## 人口
根據2020年美國人口普查的數據，布洛傑特的面積為0.34平方千米，皆為陸地。當地共有人口209人，而人口密度為每平方千米615人。